# بانک نور
بانک نور (انگلیسی: Noor Bank) شرکت خدمات مالی و بانکداری اماراتی است، که در سال ۲۰۰۸ تأسیس شد.